# ペット神社
ペット神社（ペットじんじゃ）では、ペット（主に犬など）やその飼育者に対して、特別な配慮・措置（同伴可能、ペット専用御守・絵馬・祈祷を扱う等）が為されている神社を扱う。

## 一覧
北海道
- 新川皇大神社（北海道札幌市北区）
- 西野神社（北海道札幌市西区）

北関東
- 髙靇神社（栃木県日光市）
- 大前神社（栃木県真岡市）
- 冠稲荷神社（群馬県太田市）

埼玉県
- 秩父今宮神社（埼玉県秩父市）
- 朝日氷川神社（埼玉県川口市）

東京都
- 神田明神（東京都千代田区）
- 市谷亀岡八幡宮（東京都新宿区市谷）
- 乃木神社（東京都港区赤坂）
- 亀戸浅間神社（東京都江東区亀戸）
- 富岡八幡宮（東京都江東区富岡）
- 武蔵御嶽神社（東京都青梅市）

神奈川県
- 座間神社《境内社・伊奴寝子社》（神奈川県座間市）
- 森戸大明神《境内社・畜霊社》（神奈川県葉山町）
- 佐助稲荷神社（神奈川県鎌倉市）
- 江島神社（神奈川県藤沢市）

中部
- 神祇大社（静岡県伊東市）
- 見付天神(矢奈比売神社)《境内社・霊犬神社》（静岡県磐田市）
- 蒼柴神社《境内社・忠犬しろ神社》（新潟県長岡市）

関西
- 多賀大社（滋賀県多賀町）
- 上宮天満宮（大阪府高槻市）
- 少彦名神社（大阪府大阪市中央区）
- 照友神社（大阪府岸和田市）
- 吉水神社（奈良県吉野町）
- 小野住吉神社（兵庫県小野市）